# Nikołaj Iwanow (generał)
Nikołaj Iudowicz Iwanow (ros. Николай Иудович Иванов, ur. 22 lipca 1851, zm. 27 stycznia 1919 na południu Rosji) – rosyjski generał artylerii, generał adiutant.
W armii rosyjskiej od 1863. Ukończył 1 Petersburskie Gimnazjum Wojskowe, Pawłowski Korpus Kadetów i Nikołajewską Szkołę Oficerską Artylerii w 1869. Pełnił służbę w 3 Gwardyjsko-Grenadierskiej Brygadzie, w której był mianowany do stopnia oficerskiego w 1869.  Walczył w wojnie rosyjsko-tureckiej 1877-1878. Za zasługi bojowe mianowany do stopnia kapitana w 1878. Później służył w jednostkach artylerii m.in. w oddziale mobilizacyjnym Głównego Zarządu Artylerii, dowódca artylerii twierdzy Kronsztad, szef artylerii Korpusu Desantowego.

## Wojna rosyjsko-japońska
W czasie wojny rosyjsko-japońskiej 1904-1905 w Armii Mandżurskiej gen. A. Kuropatkina dowódca Oddziału Wschodniego, później dowódca 3 Syberyjskiego Korpusu Armijnego, w którym jego korpus wyróżnił się w bitwie pod Liaoyang. Za walki w wojnie wyróżniony orderem Świętego Jerzego 3 i 4 stopnia, oraz złotą bronią z brylantami. Po zakończeniu wojny kwatermistrz Armii Mandźurskiej. W okresie grudzień 1905 - listopad 1907 dowódca 1 Korpusu Armijnego w Petersburskim Okręgu Wojskowym. Od kwietnia 1907 dowódca garnizonu Kronsztad i jednocześnie od listopada 1907 generał gubernator. Cieszył się poparciem cara Mikołaja II, w 1907 mianowany do stopnia generała adiutanta. W kwietniu 1908 mianowany generałem artylerii i powierzono mu obowiązki członka Rady Obrony Państwa. Od grudnia 1908 dowódca Kijowskiego Okręgu Wojskowego.
W czasie mobilizacji przed I wojną światową 19 lipca 1914 wyznaczony na naczelnego dowódcę Frontu Południowo-Zachodniego, wyznaczonego do działań przeciwko Austro Węgrom. W skład Frontu wchodziły: 4, 5, 3 i 8 Armie, działające w trzech grupach uderzeniowych na froncie ponad 400 km; od środkowego biegu Wisły na Lublin, Chełm, Kowel, Łuck, Dubno, Krzemieniec, Proskurow, Kamieniec Podolski. Wojska Frontu miały zadanie rozpocząć działania jednocześnie z Frontem Północno-Zachodnim ze zdaniem przeciwdziałania odejścia sił przeciwnika w kierunku na rzekę Dniestr.
W czasie rewolucji lutowej, 27 lutego 1917 wyznaczony na naczelnego dowódcę Piotrogrodzkiego Okręgu Wojskowego z pełnomocnictwami cara Mikołaja II do kierowania wszystkimi ministrami i zadaniem naprowadzenia porządku i zdławienia rewolucji. Wieczorem 1 marca przybył do Carskiego Sioła W nocy 1/2 marca otrzymał polecenie od cara nie podejmowania żadnych działań wojskowych do czasu przyjazdu cara. W tym czasie zatrzymano także wszystkie jednostki które były rzucone na Piotrogród. 2 marca car Mikołaj II abdykował. Gen. Iwanow  został aresztowany i  18 marca przywieziony do Piotrogrodu. W końcu 1917 Iwanow był uwolniony. Udał się do Kijowa, a następnie za Don do Nowoczerkaska. W październiku 1918 przyjął propozycję gen. P. N. Krasnowa i objął 7 listopada 1918 dowództwo Południowej Armii Specjalnej (Korpusy: Woroneski, Astrachański i Saratowski).
Zmarł na tyfus na południu Rosji.